# Roeland
Roeland [ˈruːlɑnt] ist ein niederländischer männlicher Vorname.

## Herkunft
Roeland ist die niederländische Variante von Roland.

## Bekannte Namensträger
- Roeland Gehlen (* 1968), Musiker
- Roeland Nusse (* 1950), Molekularbiologe
- Roeland Paardekooper (* 1970), Archäologe
- Roeland Pruijssers (* 1989), Schachspieler
- Roeland Raes (1934–2024), Jurist und Politiker
- Roeland Wiesnekker (* 1967), Schauspieler

## Als Nachname
- Joop Roeland (1931–2010), Theologe